# Lutvann
Lutvann ist ein See im Freizeitgebiet Østmarka in Oslo, Norwegen. Er befindet sich auf einer Höhe von 205 Metern über dem Meeresspiegel und besitzt eine Fläche von 0,39 km².
Der See liegt am Rand von Oslo und ist ein beliebtes Freizeitziel. So sind im Sommer das Wandern, Schwimmen und Angeln sehr populär. Im Winter ist die Oberfläche des Sees gefroren, sodass Schlittschuhlaufen und Skilanglauf möglich sind.

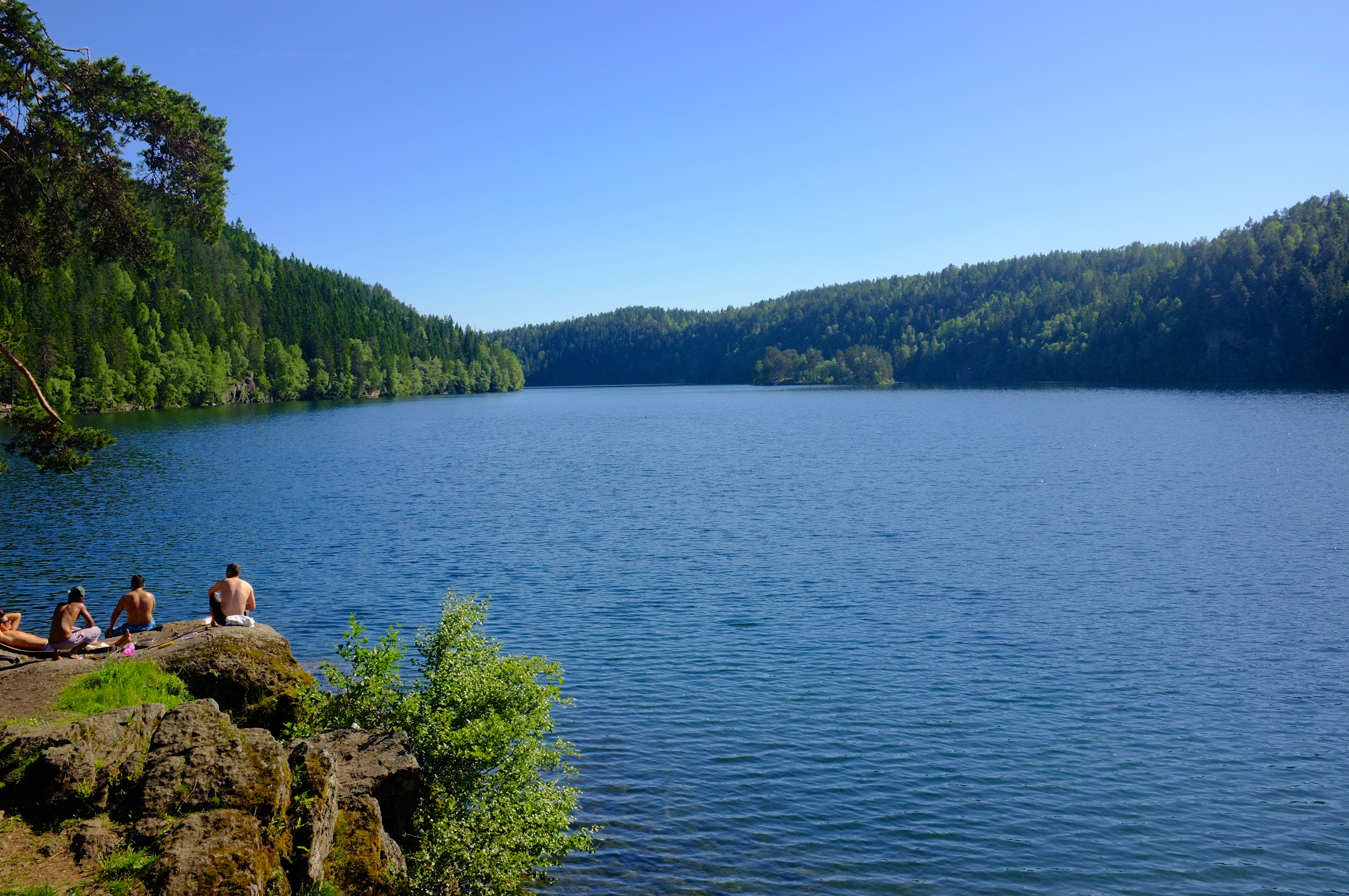
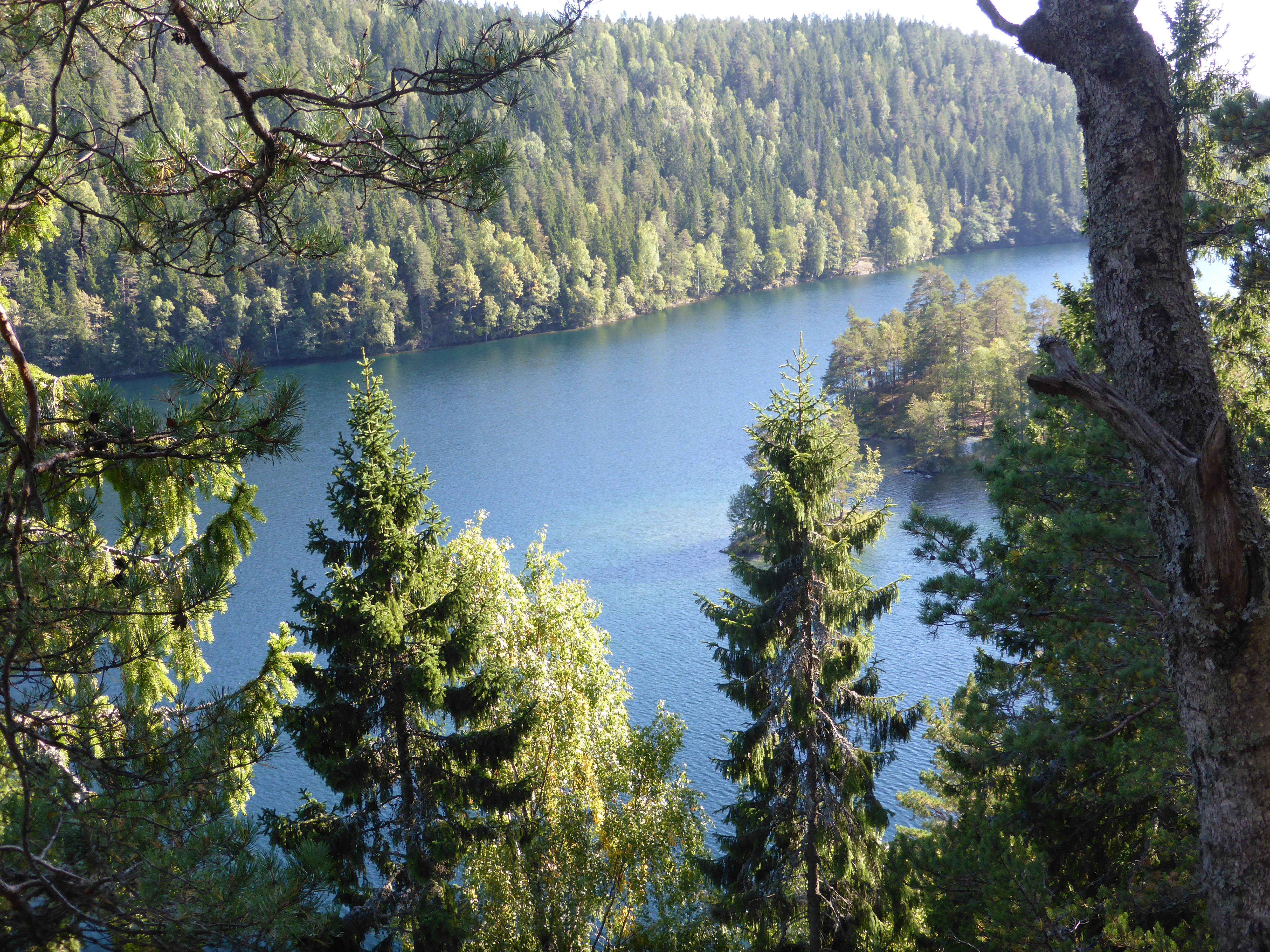